# Підрозділ спеціальних дій (Малайзія)
Підрозділ спеціальних дій (малайською: Unit Tindakhas, джаві: اونيت تيندق خاص), є тактичним підрозділом Королівської поліції Малайзії (RMP). Штаб-квартира підрозділу розташована в будівлях RMP у Букіт-Амані (Штаб-квартира Королівської поліції Малайзії), Куала-Лумпур. Разом з малайським Командос 69 вони утворюють Командування спеціальних операцій («Police SOCOM»).
Спецпідрозділ діє як національний тактичний підрозділ високого рівня, який забезпечує цілодобову охорону високопоставлених державних службовців, а також їхніх партнерів. Крім того, учасники підрозділу також виконують таємні місії. Оператори підрозділу спеціально навчені для втручання в ситуації високого ризику, такі як ситуації захоплення заручників і з закріпленими на місцевості ворожими силами; особливо висококваліфікованими терористами та злочинцями. Підрозділ спеціальних дій є першим і найдосвідченішим підрозділом у боротьбі з міжнародними терористичними організаціями в Малайзії та за її межами. 
1. ↑  Unit Tindak khas PDRM Sedia Tangani Pengganas. Air Times News Network. 31 жовтня 2015. Процитовано 10 травня 2017.